# Doro Kobo
Doro Kobo is een bestuurslaag in het regentschap Dompu van de provincie West-Nusa Tenggara, Indonesië. Doro Kobo telt 1297 inwoners (volkstelling 2010).